# Iman Zandi
Iman Zandi (en persan : ایمان زندی مشهدی), né le 19 septembre 1981 à Ispahan, en Iran, est un joueur iranien de basket-ball, évoluant au poste de meneur. 